# Langrolay-sur-Rance
Langrolay-sur-Rance [lɑ̃gʁɔlɛ syʁ ʁɑ̃s] est une commune française située dans le département des Côtes-d'Armor, en région Bretagne.

## Géographie

### Situation

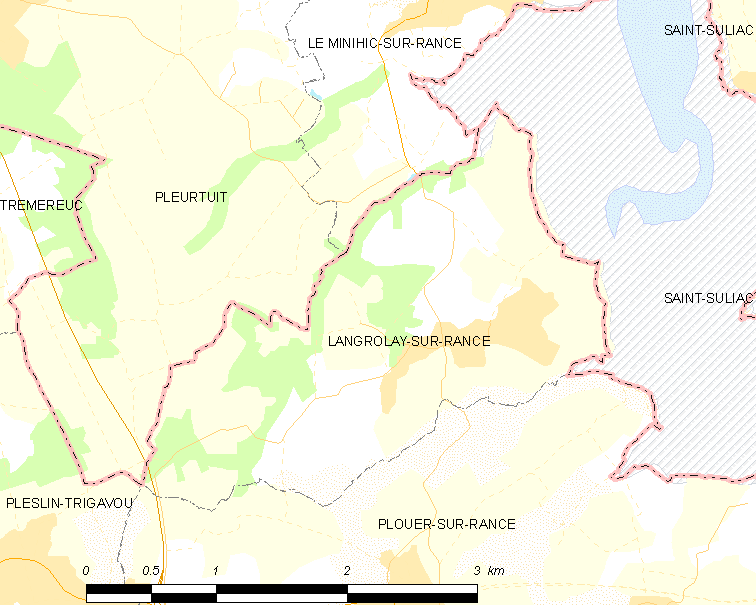
Carte de Langrolay et des communes alentour.

| Pleurtuit Ille-et-Vilaine | Le Minihic-sur-Rance Ille-et-Vilaine | La Rance                              |
|                           | Langrolay-sur-Rance                  | Saint-Suliac Ille-et-Vilaine La Rance |
| Pleslin-Trigavou          | Plouër-sur-Rance                     |                                       |

### Cadre géologique

Carte géologique du Massif armoricain, avec au nord-est le batholite mancellien et ses nombreux plutons de granite cadomien (Trégor, Lanhélin, Louvigné, Vire, Avranches…). Ce batholite dessine une ellipse de 150 km (d'Alençon à la Rance) sur 90 km (de Vitré à Vire).

Langrolay est localisée dans la partie médiane du domaine nord armoricain, unité géologique du Massif armoricain qui est le résultat de trois chaînes de montagne successives. Le site géologique de Langrolay se situe plus précisément dans un bassin sédimentaire essentiellement briovérien limité au sud par un important massif granitique cadomien, le pluton de Lanhélin qui fait partie d'un ensemble plus vaste, le batholite mancellien,.
L'histoire géologique de la région est marquée par le cycle cadomien (entre 750 et 540 Ma) qui se traduit par la surrection de la chaîne cadomienne qui devait culminer à environ 4 000 m. À la fin du Précambrien supérieur, les sédiments briovériens environnants sont fortement déformés, plissés et métamorphisés par l'orogenèse cadomienne qui implique un fort épaississement crustal, formant essentiellement des schistes et des gneiss matérialisés dans la région  par la bande de « schistes et gneiss de Langrolay ».  L'épaississement, consécutif à l'écaillage tectonique du domaine orogénique, provoque la fusion crustale à l'origine de la mise en place des dômes anatectiques (migmatites de Guingamp et Saint-Malo, développées aux dépens des sédiments briovériens) qui est datée entre 560 et 540 Ma. Les massifs granitiques du Mancellien scellent la fin de la déformation ductile de l'orogenèse cadomienne.
Les micaschistes et paragneiss à grain fin, en bancs décimétriques et finement foliés, affleurent dans la région. Les formations micaschisteuses, masquées par les heads périglaciaires dans la partie médiane de la grève des Morlets de Langrolay, sont bien visibles dans sa partie Nord. Recoupées par des filons de granite, ces micaschistes sont déformés par des plis droits ou légèrement déversés vers le Sud, d'orientation axiale N. 60.

### Hydrographie
Pour un article plus général, voir Réseau hydrographique des Côtes-d'Armor.
La commune est située dans le bassin Loire-Bretagne. Elle est drainée par la Houssaye et le ruisseau de la Ville ès rats,,.

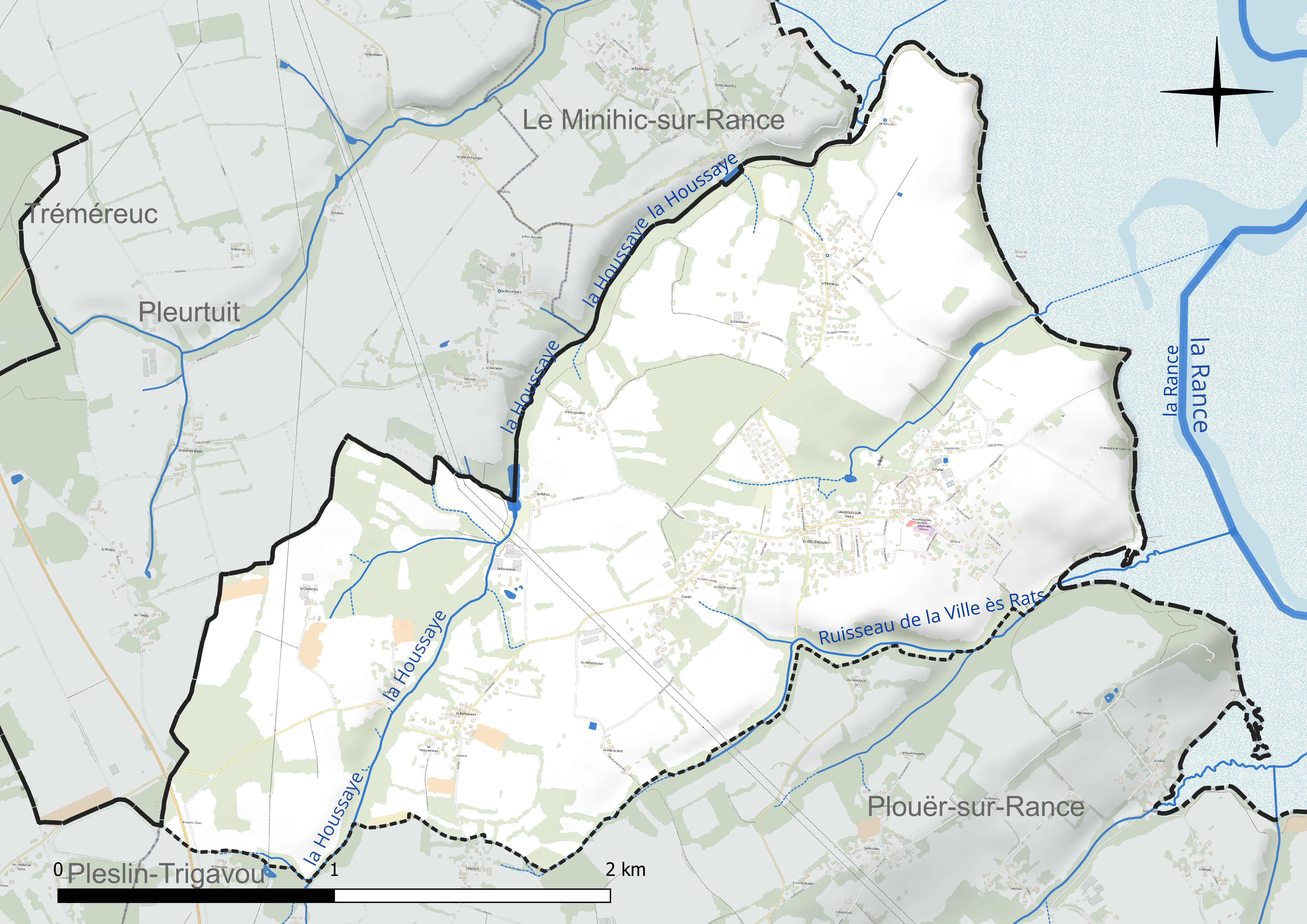
Réseau hydrographique de Langrolay-sur-Rance.

### Climat
Pour des articles plus généraux, voir Climat de la Bretagne et Climat des Côtes-d'Armor.
En 2010, le climat de la commune est de type climat océanique franc, selon une étude du CNRS s'appuyant sur une série de données couvrant la période 1971-2000. En 2020, Météo-France publie une typologie des climats de la France métropolitaine dans laquelle la commune est exposée à un climat océanique et est dans la région climatique  Bretagne orientale et méridionale, Pays nantais, Vendée, caractérisée par une faible pluviométrie en été et une bonne insolation. Parallèlement l'observatoire de l'environnement en Bretagne publie en 2020 un zonage climatique de la région Bretagne, s'appuyant sur des données de Météo-France de 2009. La commune est, selon ce zonage, dans la zone « Intérieur  », exposée à un climat médian, à dominante océanique.  
Pour la période 1971-2000, la température annuelle moyenne est de 11,4 °C, avec  une amplitude thermique annuelle de 11,8 °C. Le cumul annuel moyen de précipitations est de 719 mm, avec 11,8 jours de précipitations en janvier et 6,4 jours en juillet. Pour la période 1991-2020, la température moyenne annuelle observée sur la station météorologique la plus proche, située sur la commune de Pleurtuit à 5 km à vol d'oiseau, est de 11,9 °C et le cumul annuel moyen de précipitations est de 752,0 mm,. Pour l'avenir, les paramètres climatiques de la commune estimés pour 2050 selon différents scénarios d’émission de gaz à effet de serre sont consultables sur un site dédié publié par Météo-France en novembre 2022.

## Urbanisme

### Typologie
Au 1er janvier 2024, Langrolay-sur-Rance est catégorisée commune rurale à habitat dispersé, selon la nouvelle grille communale de densité à 7 niveaux définie par l'Insee en 2022.
Elle est située hors unité urbaine. Par ailleurs la commune fait partie de l'aire d'attraction de Saint-Malo, dont elle est une commune de la couronne,. Cette aire, qui regroupe 35 communes, est catégorisée dans les aires de 50 000 à moins de 200 000 habitants,.
La commune, bordée par la Manche, est également une commune littorale au sens de la loi du 3 janvier 1986, dite loi littoral. Des dispositions spécifiques d’urbanisme s’y appliquent dès lors afin de préserver les espaces naturels, les sites, les paysages et l’équilibre écologique du littoral, tel le principe d'inconstructibilité, en dehors des espaces urbanisés, sur la bande littorale des 100 mètres, ou plus si le plan local d’urbanisme le prévoit.

### Occupation des sols
L'occupation des sols de la commune, telle qu'elle ressort de la base de données européenne d’occupation biophysique des sols Corine Land Cover (CLC), est marquée par l'importance des territoires agricoles (73,5 % en 2018), une proportion identique à celle de 1990 (73,5 %). La répartition détaillée en 2018 est la suivante : 
terres arables (43,8 %), zones agricoles hétérogènes (29,7 %), forêts (17,8 %), zones urbanisées (8 %), zones humides côtières (0,6 %). L'évolution de l’occupation des sols de la commune et de ses infrastructures peut être observée sur les différentes représentations cartographiques du territoire : la carte de Cassini (XVIIIe siècle), la carte d'état-major (1820-1866) et les cartes ou photos aériennes de l'IGN pour la période actuelle (1950 à aujourd'hui).

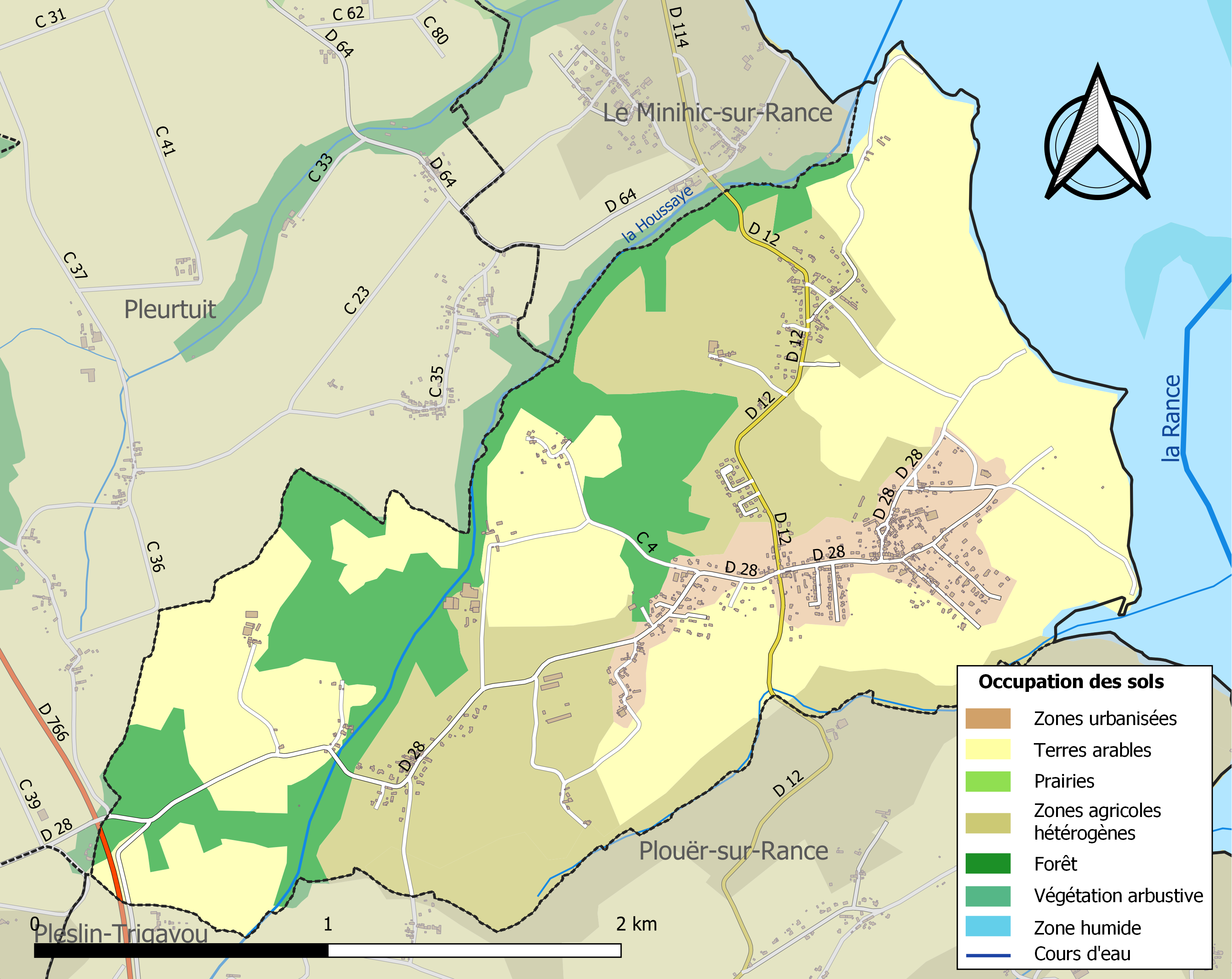
Carte des infrastructures et de l'occupation des sols de la commune en 2018 (CLC).

## Toponymie
Le nom de la localité est attesté sous les formes Parrochia de Langorlai à la fin du XIe siècle, Langorla en 1165, Langorlay en 1227, Langrollay au XVe siècle et en 1513.
Langrolay vient du breton lann (ermitage) et de saint Gourlae (ou saint Gourlais).
Le nom de la commune devient Langrolay-sur-Rance par le décret du 25 novembre 1970.
Langrolà en gallo.

## Histoire

### L'Antiquité
Dans les années 1970, des prospections de surface mettent au jour de nombreux tessons de céramique et morceaux de tuiles. Un projet de lotissement déclenche en 2014 un diagnostic archéologique. En juillet 2016, l'INRAP fouille le site sur 2,3 hectares. L'INRAP y met au jour la partie résidentielle (pars urbana) d'un vaste domaine gallo-romain de type villa de 1 500 m2 de surface, centre d'un pôle économique agraire, villa ayant connu des évolutions successives du Ier siècle au IVe siècle. Ses thermes de 400 m2 de surface sont également retrouvés dans un état de conservation exceptionnel. Les murs de ces bains privés sont recouverts d'enduits peints à incrustations de coquillages typiques d'Armorique, ce qui suggère un style régional. À l'issue des fouilles, le site des thermes est recouvert de sable afin de le protéger dans la perspective d'une future mise en valeur.

### LeXXesiècle

#### Les guerres duXXesiècle
Le monument aux Morts porte les noms de 33 soldats morts pour la Patrie :
- 11 sont morts durant la Première Guerre mondiale.
- 21 sont morts durant la Seconde Guerre mondiale.
- 1 est mort durant la Guerre d'Indochine.

Le 7 août 1944, alors que les troupes de libération progressent vers la ville, les Allemands déclenchent un tir d'artillerie qui vient frapper la colonne et les civils venus accueillir leurs libérateurs, faisant sept victimes civiles et deux victimes militaires.

#### L'administration communale
En 1973, la commune est fusionnée avec Plouër-sur-Rance pour former Plouër-Langrolay-sur-Rance ; les deux communes se séparent en 1984.

## Héraldique
| Blason | Blasonnement : D'argent aux dix billettes d'azur ordonnées 4, 3, 2 et 1. |

## Politique et administration
| Les données manquantes sont à compléter.                                          |                      |                   |     |                                                                |
| ca. 1904                                                                          |                      | M. Houzé          |     | Menuisier                                                      |
| ?                                                                                 | mai 1925 (décès)     | M. Maury          |     |                                                                |
| Les données manquantes sont à compléter.                                          |                      |                   |     |                                                                |
| ?                                                                                 | ?                    | M. Lebret         |     |                                                                |
| 1959                                                                              | février 1960 (décès) | François Barbu    |     | Capitaine de la marine marchande                               |
| 1960                                                                              | avril 1973           | André Ogier       |     |                                                                |
| De 1973 à 1984, Langrolay est une commune associée de Plouër-Langrolay-sur-Rance. |                      |                   |     |                                                                |
| février 1984                                                                      | juin 1995            | Claude Cotrel     |     | Retraité de la Gendarmerie                                     |
| juin 1995                                                                         | mars 2001            | Marcel Bertault   |     | Professeur d'université Premier adjoint au maire (1989 → 1995) |
| mars 2001                                                                         | En cours             | Jean-Paul Gainche | DVG | Éducateur spécialisé                                           |

| Période    | Période              | Identité       | Étiquette | Qualité                    |
| ---------- | -------------------- | -------------- | --------- | -------------------------- |
| avril 1973 | mars 1977            | André Ogier    |           |                            |
| mars 1977  | mai 1979 (démission) | Auguste Orial  |           |                            |
| juin 1979  | mars 1983            | André Penhouët |           |                            |
| mars 1983  | février 1984         | Claude Cotrel  |           | Retraité de la Gendarmerie |

## Démographie
| 1793 | 1800 | 1806 | 1821 | 1831 | 1836 | 1841 | 1846 | 1851 |
| ---- | ---- | ---- | ---- | ---- | ---- | ---- | ---- | ---- |
| 544  | 454  | 605  | 622  | 760  | 805  | 864  | 794  | 824  |

| 1856 | 1861 | 1866 | 1872 | 1876 | 1881 | 1886 | 1891 | 1896 |
| ---- | ---- | ---- | ---- | ---- | ---- | ---- | ---- | ---- |
| 800  | 817  | 829  | 849  | 800  | 757  | 760  | 662  | 646  |

| 1901 | 1906 | 1911 | 1921 | 1926 | 1931 | 1936 | 1946 | 1954 |
| ---- | ---- | ---- | ---- | ---- | ---- | ---- | ---- | ---- |
| 650  | 656  | 671  | 610  | 553  | 569  | 504  | 486  | 462  |

| 1962 | 1968 | 1990 | 1999 | 2005 | 2006 | 2010 | 2015 | 2020 |
| ---- | ---- | ---- | ---- | ---- | ---- | ---- | ---- | ---- |
| 484  | 464  | 584  | 679  | 816  | 831  | 832  | 909  | 974  |

| 2022 | - | - | - | - | - | - | - | - |
| ---- | - | - | - | - | - | - | - | - |
| 992  | - | - | - | - | - | - | - | - |

## Lieux et monuments

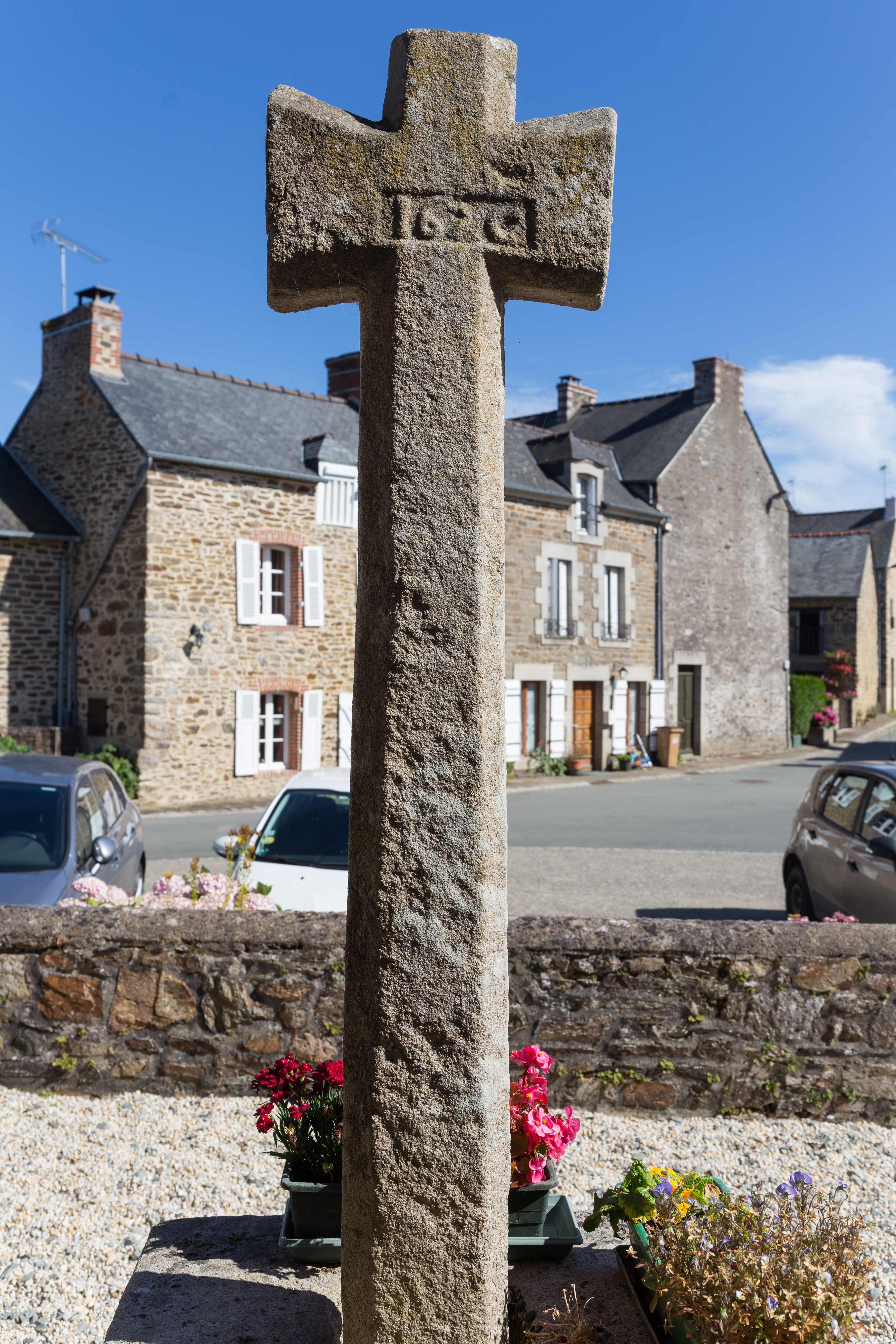
Le calvaire devant l'église Saint-Laurent.
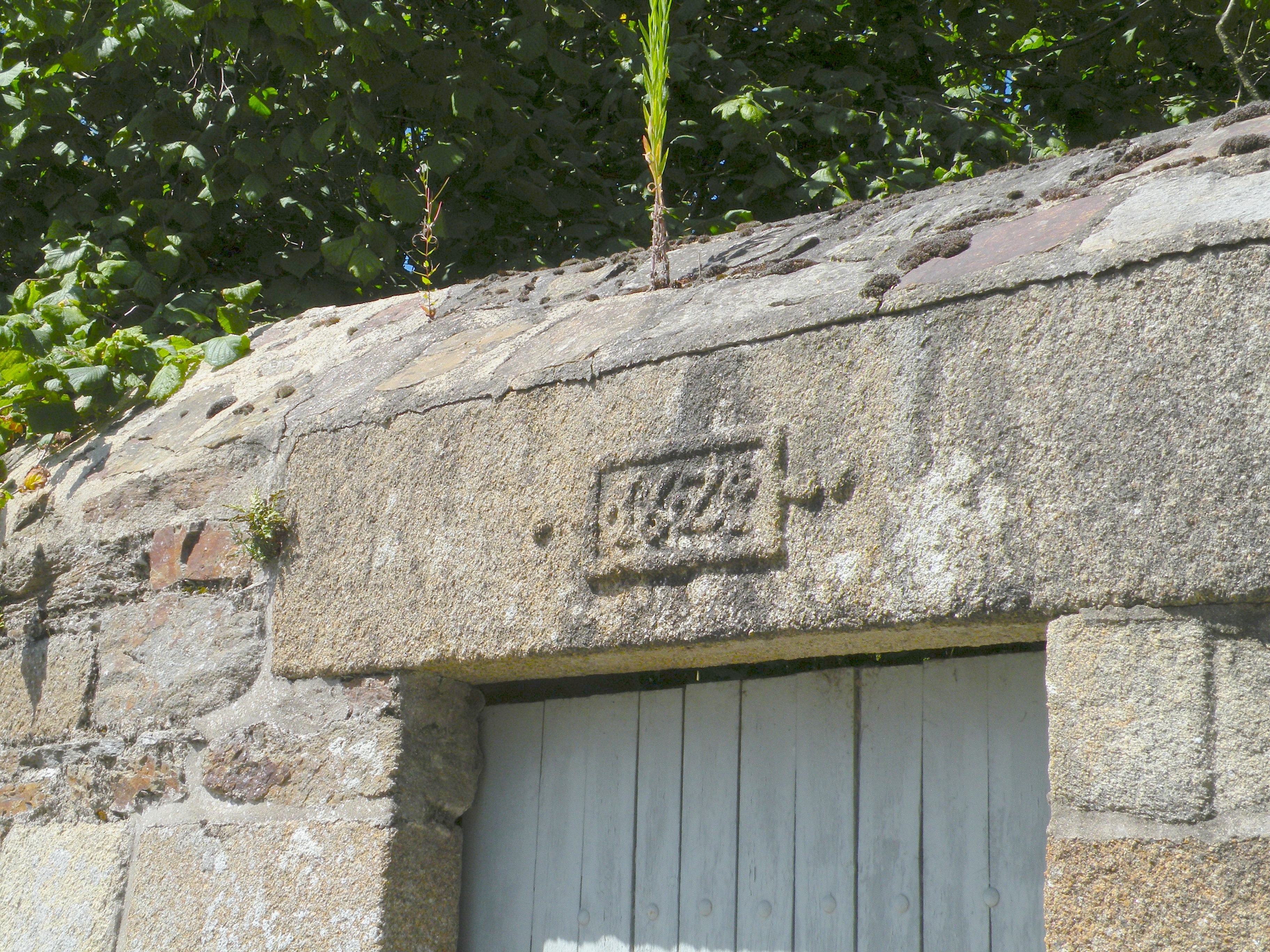
Détail de l'enceinte du château de Beauchêne.
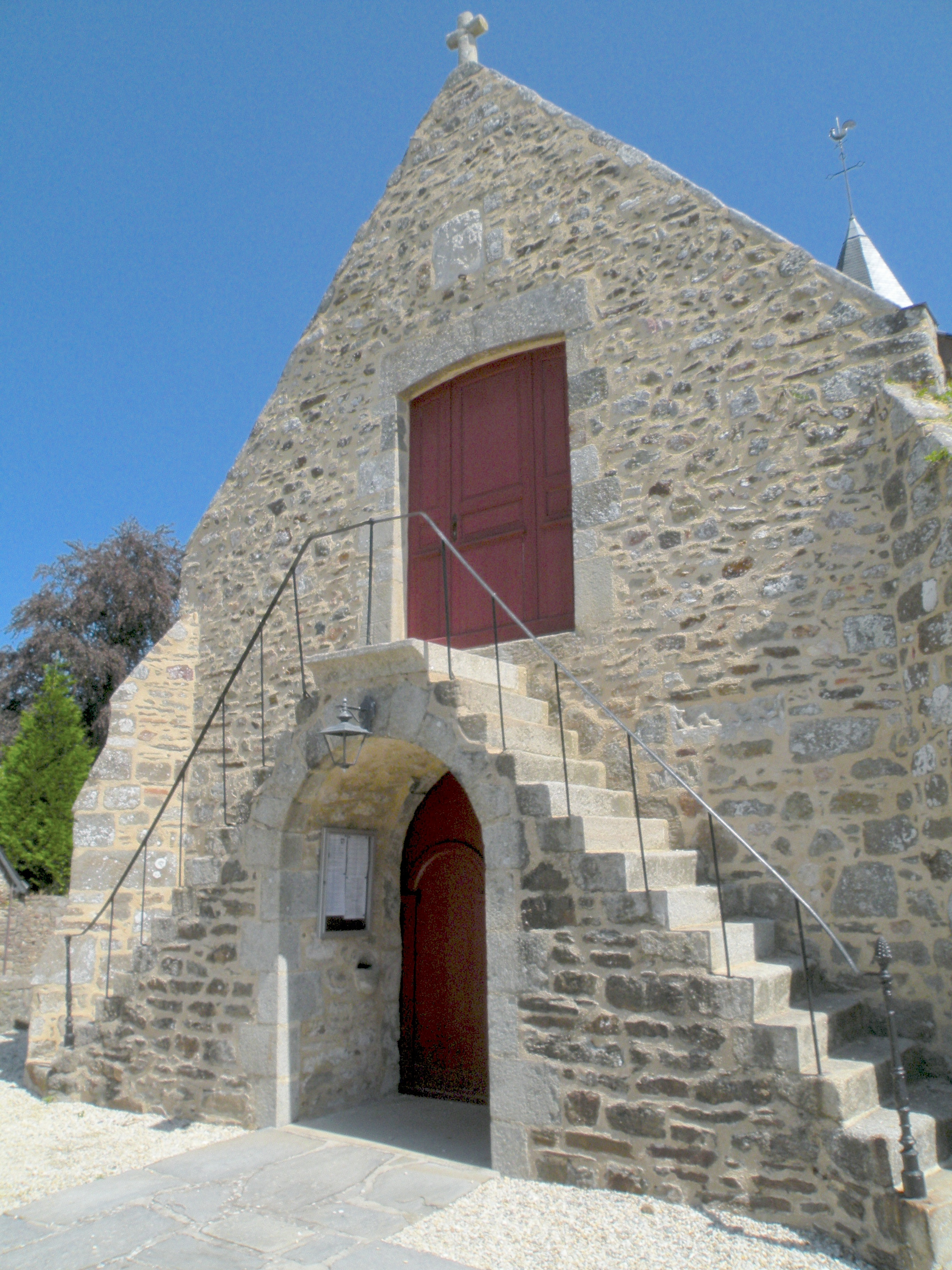
L'escalier extérieur de l'église Saint-Laurent.
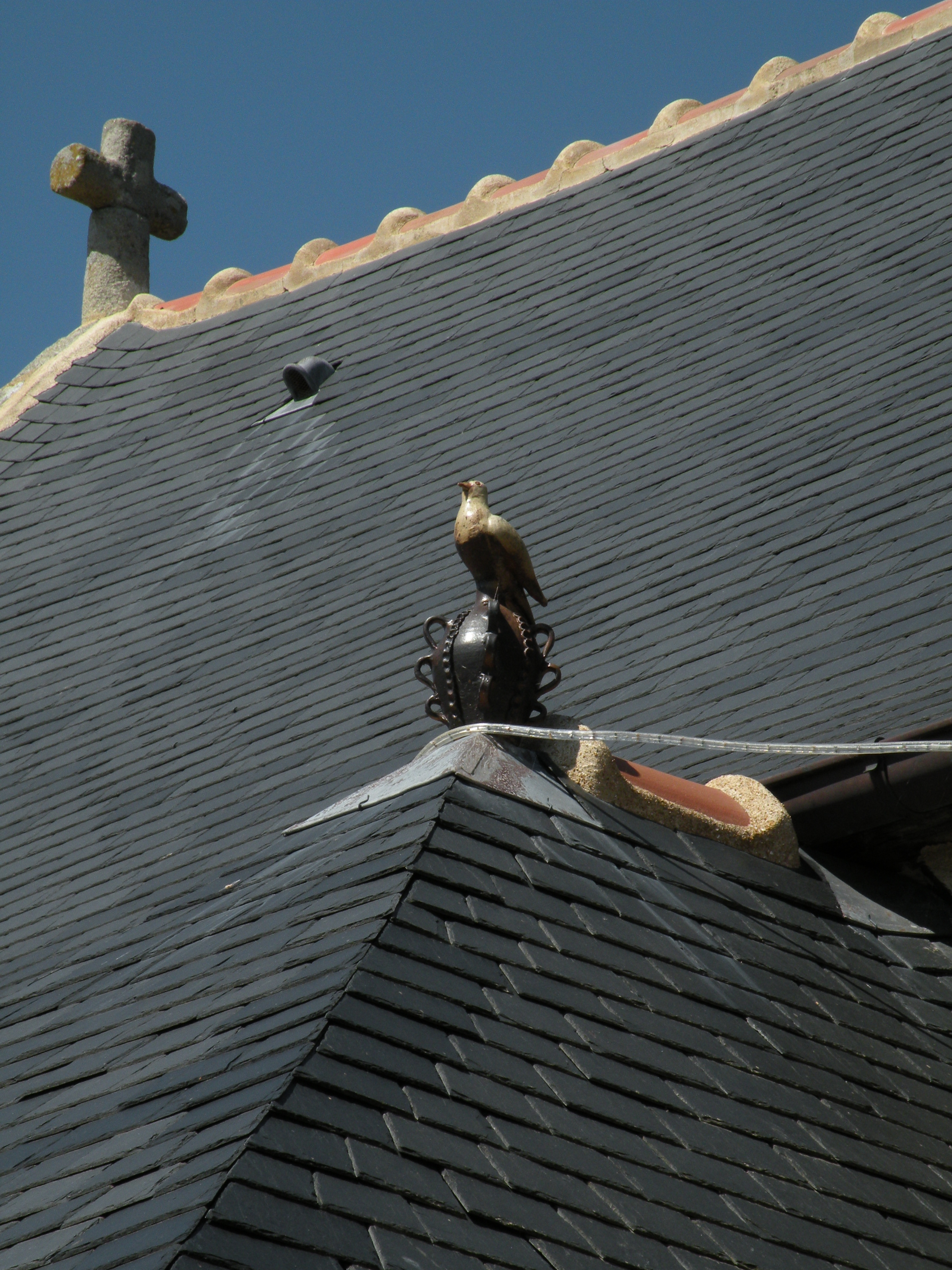
Épis de faîtage sur la toiture de l'église Saint-Laurent.
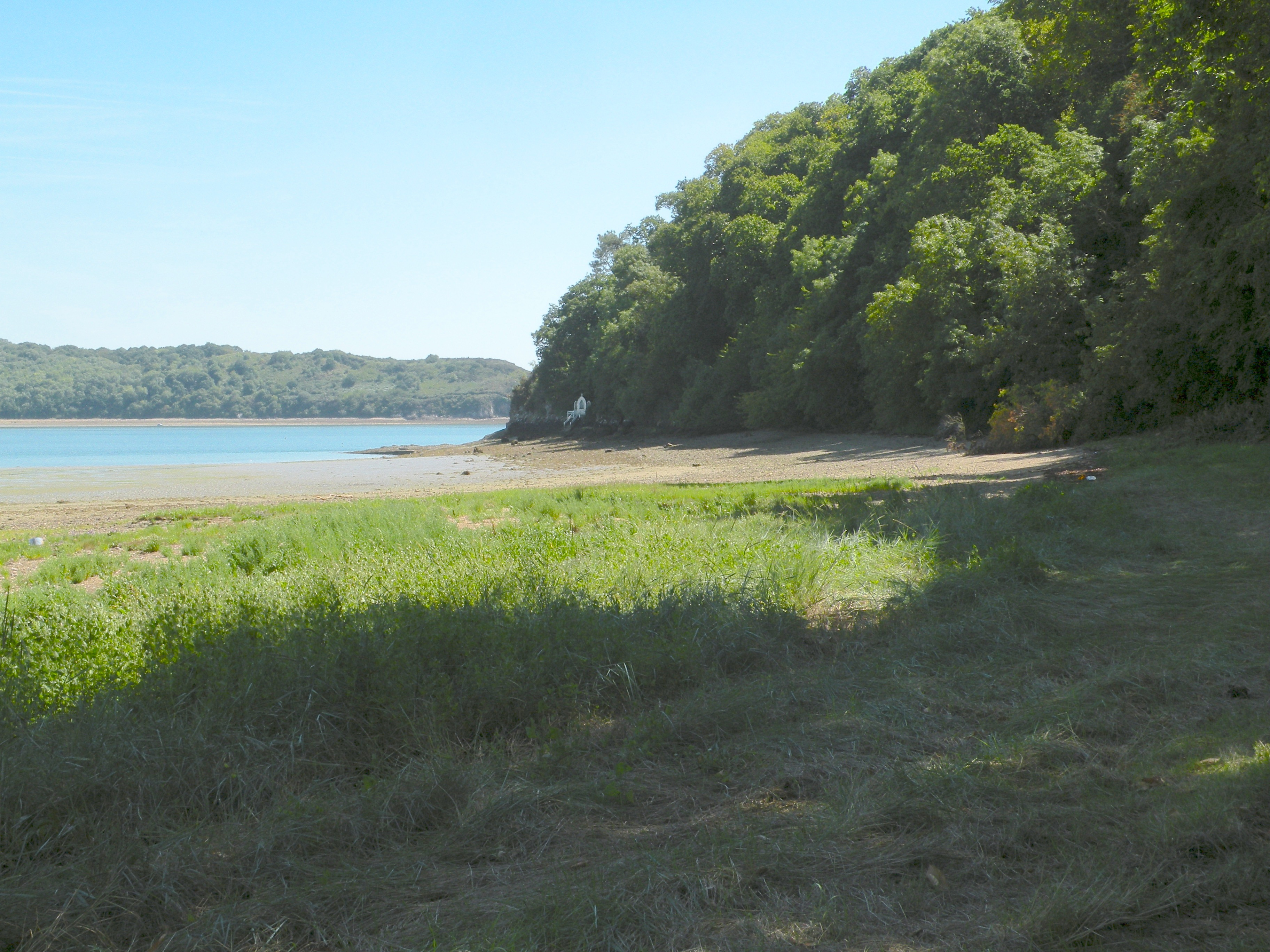
La grève de Morlet.
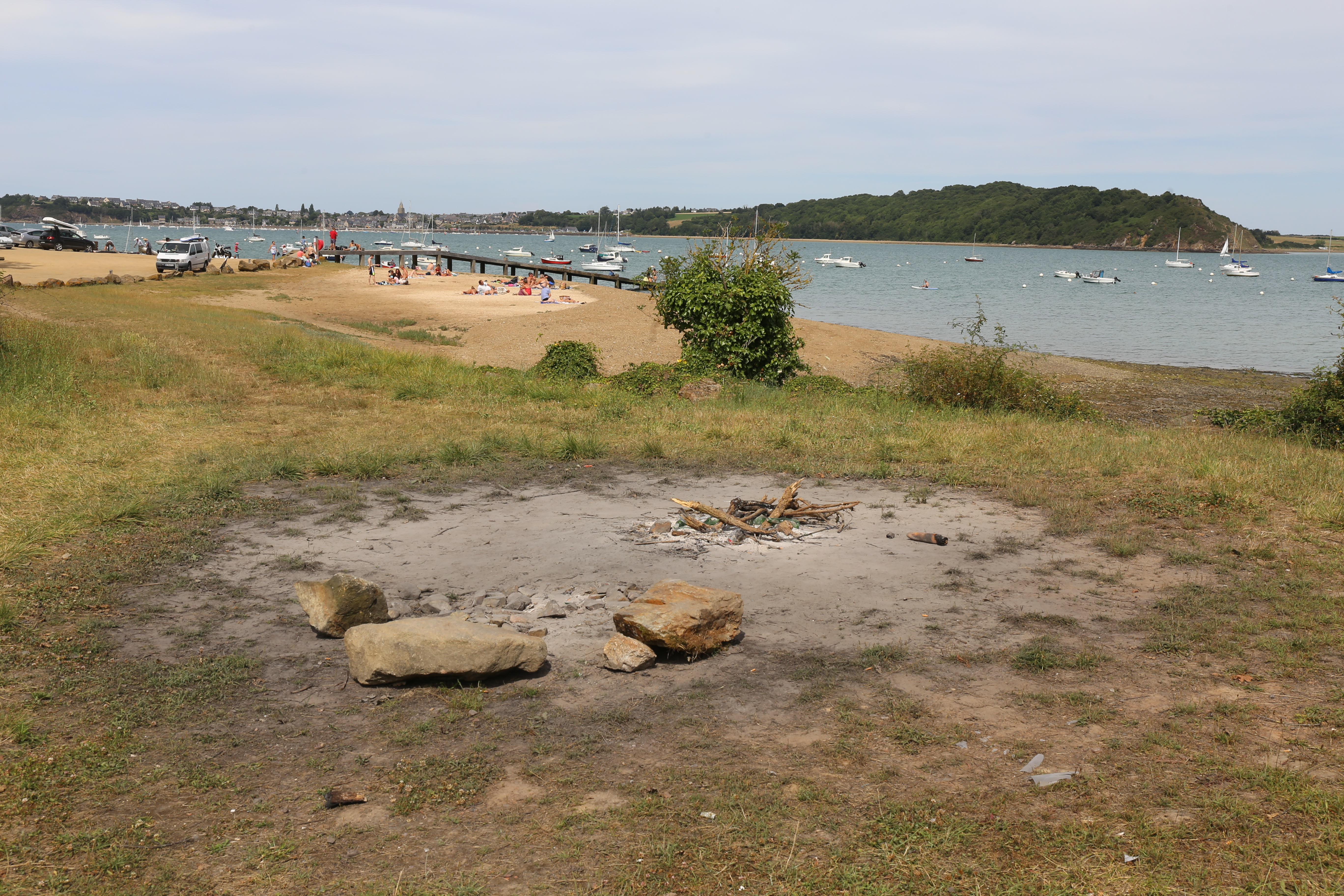
Plage de la Roue.

Monument historique
La commune compte un monument historique :
- Le château de Beauchêne est une malouinière construite au début du XVIIIe siècle pour Jacques Gouin de Beauchêne à l'emplacement d'un ancien manoir dont il subsiste quelques éléments datant du XVIIe siècle. Il a été inscrit par arrêté du 8 février 2000[36].
- Villa romaine : depuis 2016, l'INRAP mène des fouilles archéologiques préventives sur un plateau dominant la Rance, où l'une des plus grandes villas romaines de la région a été découverte dans un état de conservation exceptionnel[37].

Autres monuments et sites
- L'Église Saint-Laurent a été construite à partir de 1709 à l'initiative de la famille Gouin de Beauchêne. Elle possède sur sa façade ouest un double escalier qui permet d'accéder directement à la tribune[38].
- La grève de Morlet, sur les bords de la Rance, accueille un sanctuaire dédié à Notre-Dame-du-Châtelet, objet de dévotion des marins de la commune.

## Personnalités liées à la commune
- Jacques Gouin de Beauchêne (1652-1730), navigateur malouin. Premier Français à franchir le cap Horn, lors de l'expédition dans la mer du Sud de 1698-1701 qui l'a mené jusqu'aux îles Galápagos. C'est sur le retour qu'il découvrit l'île Beauchêne dans l'archipel des Malouines. L'argent de ce voyage lui a servi pour reconstruire le château de Beauchêne dans le style des malouinières et également pour construire l'église dédiée à saint Laurent qui fête son tricentenaire en 2007. Beauchêne, ou Beauchesne selon l'orthographe de l'époque, est devenu lieutenant-général de l'amirauté et sénéchal de Saint-Malo. Un journal tenu pendant son voyage par le sieur Duplessis a été publié, d'autres existent en forme de manuscrits.
- François Auguste Gouin de Beauchesne (1659-1727) sire de Langrolay, armateur malouin, maire de Saint-Malo.
- Régis Le Saulnier de Saint-Jouan (1921-2005), directeur des Archives départementales des Côtes-du-Nord, historien et écrivain, possédait le château de Beauchêne.
- Pierre Rochereau (1910-1992), artiste peintre, avait racheté le vieux presbytère qu'il restaura dans les années 1960.
- Yves Ravaleu, coureur cycliste professionnel né le 25 septembre 1945 à Langrolay-sur-Rance.

## Légende
Au XIe siècle, l'étang du château de Beauchêne abritait une sorte de loup-garou, nommé Mourioche, qui se nourrissait des enfants qui avaient le malheur de se trouver dehors après la tombée de la nuit. Il fut tué au cours d'un combat épique par Jehan, le jeune seigneur de Beauchêne, qui, tandis que tous les seigneurs de la région étaient partis en croisade pour reconquérir le tombeau du Christ, était resté auprès de sa jeune épouse Hermangarde. Jehan périt au cours du combat et retrouva ainsi son honneur. Sa femme put alors écrire sur le livre de famille : "Jehan, seigneur de Beauchêne, Langrolay et autres lieux, mort en combattant".